# Prykarpattia Iwano-Frankiwsk (2004–2013)
Prykarpattia Iwano-Frankiwsk (ukr. Професійний футбольний клуб «Прикарпаття» Івано-Франківськ, Profesijnyj Futbolnyj Kłub „Prykarpattia” Iwano-Frankiwśk) – ukraiński klub piłkarski, mający siedzibę w mieście Iwano-Frankiwsk, na zachodzie kraju. Założony w roku 2004 jako Fakeł Iwano-Frankiwsk. W 2013 roku klub został rozwiązany.

## Historia
Chronologia nazw:
- 2004: Fakeł Iwano-Frankiwsk (ukr. «Факел» Івано-Франківськ)
- 27.07.2007: FSK Prykarpattia Iwano-Frankiwsk (ukr. ФСК «Прикарпаття» Івано-Франківськ)
- 2010: PFK Prykarpattia Iwano-Frankiwsk (ukr. ПФК «Прикарпаття» Івано-Франківськ)
- 2013: klub rozwiązano

Klub piłkarski Fakeł został założony w Iwano-Frankiwsku 19 lipca 2004 roku. Na początku bazował się w Iwano-Frankiwskim Narodowym Technicznym Uniwersytecie Nafty i Gazu. Nazwa Fakeł oznacza znicz (znicz może palić się na nafcie lub gazie). Od sezonu 2004/05 występował w Drugiej Lidze (grupa A). W sezonie 2006/07 klub zajął drugie miejsce w grupie A Drugiej Ligi, które promowało do Pierwszej Ligi. Tak jak w tym sezonie inny klub piłkarski z Iwano-Frankiwska – Spartak spadł z Pierwszej Ligi miasto nadal utrzymało miejsce w Pierwszej Lidze. Postanowiono zmienić nazwę klubu Fakeł na FSK Prykarpattia (tak nazywał się klub Spartak w latach 1981–2003; FSK to skrót od Futbolowy Sportowy Klub).
Od sezonu 2007/08 klub występował w Pierwszej Lidze. Sześcioro piłkarzy (Wołodymyr Ikonnikow, Ihor Hrebynski, Mykoła Rewucki, Ihor Chudobiak, Roman Boczkur i Andrij Zaporożan) w składzie studenckiej reprezentacji Ukrainy w piłce nożnej zostało zwycięzcami światowej Uniwersjady w Tajlandii w 2007 roku. Za takie zasługi nagrodzono ich tytułami Mistrza Sportu Klasy Międzynarodowej.
Po pierwszym sezonie klub zajął spadkowe 17.miejsce, ale tak jak MFK Mikołajów ze względu finansowych zrezygnował z dalszych rozgrywek, klub pozostał w Pierwszej Lidze.
W lipcu 2010 klub uzyskał nowego sponsora – firmę „Skorzonera” (związana z biznesmenem Ihorem Kołomojskim), po czym zmienił nazwę na PFK Prykarpattia.(PFK - to skrót od Profesjonalny Futbolowy Klub).
Latem 2012 klub ogłosił o zaprzestaniu występów w mistrzostwach Ukrainy i skupił się na wychowaniu młodych piłkarzy. W 2013 w związku z problemami finansowymi klub został rozwiązany.

## Barwy klubowe, strój, herb, hymn
| Żółty | Zielony |

Klub ma barwy żółto-zielone. Zawodnicy domowe spotkania zazwyczaj grają w zielonych koszulkach z żółtymi pasami po bokach, zielonych spodenkach oraz zielonych getrach.
Logo klubu zaprojektowane w formie europejskiej tarczy herbowej XIX w. ze skośnymi od dołu do góry żółto-zielonymi pasami. Herb zawiera wizerunek orła przedniego z podniesionymi skrzydłami, trzymającego piłkę nożną, gatunku ptaku chronionego w Karpatach. Pod poziomą szeroką linia koloru czerwonego poniżej umieszczono napis koloru czarnego w języku ukraińskim Profesjonalny Futbolowy Klub. Niżej duży napis koloru zielonego w języku ukraińskim Prykarpattia. U dolnej części herbu klubu widnieje napis koloru czarnego na czerwonym tle Iwano-Frankiwsk oraz niżej 1989 (rok reorganizacji byłego klubu Prykarpattia Iwano-Frankiwsk w profesjonalny klub piłkarski).
Maskotką klubu jest smok o imieniu Urakosza.

## Sukcesy

### Trofea międzynarodowe
Nie uczestniczył w rozgrywkach europejskich (stan na 31-05-2012).

### Trofea krajowe
| \| \| Zdobyte trofea w rozgrywkach Ukrainy (stan na: 31-05-2012) \| |                                                            |      |                  |
| Rozgrywki                                                           | Osiągnięcie                                                | Razy | Sezon(y)         |
| · Mistrzostwo                                                       | I miejsce                                                  | 0    |                  |
| · Mistrzostwo                                                       | II miejsce                                                 | 0    |                  |
| · Mistrzostwo                                                       | III miejsce                                                | 0    |                  |
| Puchar                                                              | zdobywca                                                   | 0    |                  |
| Puchar                                                              | finalista                                                  | 0    |                  |
| Puchar                                                              | 1/16 finału                                                | 1    | 2010/11          |
| II liga                                                             | I miejsce                                                  | 0    |                  |
| II liga                                                             | II miejsce                                                 | 0    |                  |
| II liga                                                             | III miejsce                                                | 0    |                  |
| II liga                                                             | 16.miejsce                                                 | 2    | 2008/09, 2009/10 |
| Ukraina                                                             | Zdobyte trofea w rozgrywkach Ukrainy (stan na: 31-05-2012) |      |                  |

- Druha liha (D3):
  - wicemistrz (2x): 2005/06 (grupa A), 2006/07 (grupa A)

## Poszczególne sezony

### Rozgrywki międzynarodowe

#### Europejskie puchary
Nie uczestniczył w rozgrywkach o Puchary europejskie.

### Rozgrywki krajowe
| \| Ukraina \| Bilans występów klubu w rozgrywkach piłkarskich Ukrainy (Stan na 31 maja 2012 r.) \| \| |                                                                                   |        |       |    |    |    |     |     |     |                    |        |        |      |
| Poziom                                                                                                | Rozgrywki                                                                         | Sezony | Mecze | Z  | R  | P  | B+  | B–  | Pkt | Lata               | Awanse | Spadki | Naj. |
| I | Wyszcza liha/Premier-liha                                                         | 0      | 0     | 0  | 0  | 0  | 0   | 0   | 0   |                    | 0      | 0      |      |
| II | Persza liha                                                                       | 4      | 138   | 28 | 21 | 89 | 116 | 271 | 105 | 2007–2011          | 1      | 1      | 16   |
| III                                                                                                   | Druha liha                                                                        | 4      | 110   | 63 | 20 | 27 | 173 | 109 | 203 | 2004–2007, 2011/12 | 1      | 0      | 2    |
| | Puchar Ukrainy                                                                    | 8      | 8     | 0  | 0  | 8  | 1   | 21  | 0   | 2007–2012          | 0      | 0      | 1/8  |
| Ukraina                                                                                               | Bilans występów klubu w rozgrywkach piłkarskich Ukrainy (Stan na 31 maja 2012 r.) |        |       |    |    |    |     |     |     |                    |        |        |      |

## Statystyki

### Rekordy indywidualne

#### Najlepsi strzelcy klubu
Stan na 31 lipca 2012.
| # | Piłkarz           | Bramki | Lata występów        |
| - | ----------------- | ------ | -------------------- |
| 1 | Ołeksandr Mykulak | 44     | 2005–2012            |
| 2 | Ihor Chudobiak    | 39     | 2004–2005, 2006–2012 |
| 3 | Mykoła Rewucki    | 72     | 2004–2012            |

#### Najwięcej występów w ligach Ukrainy
Stan na 31 lipca 2012.
| # | Piłkarz           | Mecze | Lata występów |
| - | ----------------- | ----- | ------------- |
| 1 | Mykoła Rewucki    | 199   | 2004–2012     |
| 2 | Jurij Iwanyszyn   | 194   | 2004–2012     |
| 3 | Ołeksandr Mykulak | 166   | 2005–2012     |

## Piłkarze, trenerzy, prezydenci i właściciele klubu

### Piłkarze

#### Znani piłkarzy
- Serhij Beżenar

### Trenerzy
- 2004–07.2008:  Serhij Ptasznyk
- 07.2008–11.2008:  Stepan Matwijiw
- 11.2008–07.2009:  Mykoła Prystaj
- 07.2009–12.2010:  Serhij Ptasznyk
- 01.2011–03.2011:  Petro Kuszłyk
- 03.2011–06.2011:  Mykoła Prystaj
- 07.2011–06.2012:  Petro Kuszłyk

### Prezydenci
- 2004–2007: Jewstachij Kryżaniwski
- 2007–2011: Anatolij Rewucki[5].
- 2011–2012:  Ołeksandr Szewczenko

## Struktura klubu

### Stadion
Klub piłkarski rozgrywał swoje mecze domowe na stadionie Ruch w Iwano-Frankiwsku, który może pomieścić 16 000 widzów.

### Inne sekcje
Klub prowadził drużyny dla dzieci i młodzieży w każdym wieku.

### Sponsorzy
Sponsorem technicznym była hiszpańska firma Joma. Sponsorem głównym był Iwano-Frankiwski Narodowy Techniczny Uniwersytet Nafty i Gazu (do 2007), Urząd Miejski (2007-2011), a potem firma Skorzonera w sezonie 2011/12.

## Kibice i rywalizacja z innymi klubami

### Kibice
Największa liczba kibiców klubu znajduje się w mieście oraz w obwodzie iwanofrankiwskim. Są też fani, mieszkające w dalszych miejscowościach. Fani Prykarpattia utrzymywali dobre relacje z fanami Skały Stryj, Desny Czernihów i Obołoni Kijów oraz wrogo traktowali fanów Nywy Tarnopol, Nywy Winnica, Bukowyny Czerniowce, Zakarpattia Użhorod i Czornomorca Odessa.

### Rywalizacja
Największymi rywalami klubu są inne zespoły z okolic oraz sąsiednich obwodów.

### Derby
Najbardziej zagorzały mecz z udziałem klubu to Zachodnioukraińskie derby z Nywą Tarnopol, zawsze trzymane w bardzo napiętej atmosferze. Główną rywalizacją w obwodzie było Podkarpackie derby z Enerhetykiem Bursztyn. Również dużym zainteresowaniem cieszy się pojedynek z głównym klubem Zachodniej Ukrainy - Karpatami Lwów.
Oto derby:
- Bukowyna Czerniowce
- Enerhetyk Bursztyn - Podkarpackie derby
- Karpaty Lwów
- Nywa Tarnopol - Zachodnioukraińskie derby
- Skała Stryj
- Zakarpattia Użhorod